# Střední škola obchodu, řemesel a služeb Žamberk
Střední Škola obchodu, řemesel a služeb v Žamberku je střední škola v Žamberku. Založena byla 1. září 1956 Krajským ředitelstvím škol v Hradci Králové jako Učňovská škola místního hospodářství v Žamberku a byla umístěna do budovy žamberského zámku.

## Historie
Škola byla založena 1. září 1956. Škola za svou existenci prošla řadou změn. Původně v ní byli vyučováni jen učni oboru zedník, později přibyl také obor klempíř.
1. 9. 1967 došlo ke zřízení Dívčí odborné školy a Souvislého pětiletého studia.
Po dobu čtyř let nesla škola i nový název Učňovská škola a DOŠ v Žamberku.
1. 9. 1975 vzniklo Střední odborné učiliště v Žamberku.
Ve škole byli vyučováni zedníci, tesaři, klempíři, zámečníci, tkadleny, přadleny, prodavači elektrotechnického a drobného zboží i mototechny a řezníci-uzenáři, přičemž učební obory řezník a uzenář byly vyučovány v odloučeném pracovišti v Jablonném nad Orlicí.
Řada oborů musela být však po čase opět zrušena, zachovány byly obory zedník a prodavač elektrotechnického zboží. 1. 9. 1979 došlo k stabilizaci počtu žáků tím, že k zedníkům na místo tesařů přišli instalatéři,
k prodavačkám elektrotechnického zboží nově nastoupili prodavači potravin a k tkadlenám místo oboru přadlena přibyl nový učební obor textilní chemička. Tím, že byly opět zaváděny stavební, textilní a obchodní učební obory, bylo možno přijímat žáky z blízkých spádových oblastí,
stabilizovat jejich počty a částečně eliminovat i aktuální nebezpečí trvalého zmenšování kapacity budovy zámku vysokým počtem ubytovaných žáků ve vysokých zámeckých sálech s relativně malou podlahovou plochou.
Po složitých jednáních byla schválena stavba domova mládeže formou přístavby k budově zámku. Stavba se stala objektem kritiky laické i odborné veřejnosti. Hrozilo, že téměř hotový objekt bude zbourán.
1. 1. 1991 vzniklo Střední odborné učiliště OŘS v Žamberku jako samostatná příspěvková organizace s plnou právní subjektivitou. V té době byly ve škole už jen obory, které nepodléhaly různým módním vlivům. Byl zaveden nový učební obor provoz služeb, nástavbové maturitní studium podnikání v oboru a nový studijní obor obchodník.
1. 9. 2006, kdy škola oslavila 50 výročí své existence získala svůj současný název Střední škola OŘS v Žamberku.

## Názvy školy
- Od 1.9.1956 Učňovská škola místního hospodářství v Žamberku
- Od 1.9.1967 Učňovská a Dívčí odborná škola v Žamberku
- Od 1.9.1975 Střední odborné učiliště v Žamberku ve správě OŠ Vč. KNV v HK
- Od 1.1.1982 Střední odborné učiliště v Žamberku ve správě OVÚP Vč. KNV v HK
- Od 1.1.1984 Střední odborné učiliště v Žamberku ve správě Útvaru řízení Vč. KNV v HK
- Od 1.1.1991 Střední odborné učiliště OŘS v Žamberku ve správě OŠ Vč. KNV HK
- Od 1.7.2001 Střední odborné učiliště OŘS v Žamberku ve správě OŠMS Pardubického kraje
- Od 1.9.2006 Střední škola OŘS v Žamberku ve správě OŠMS Pardubického kraje